# Ignácio Ribeiro do Vale
Ignácio Ribeiro do Vale nasceu por volta de 1788 em Aiuruoca - MG, filho de Manoel Joaquim Ribeiro do Valle e de Rita Joaquina Maciel, descendentes de portugueses advindos para colonização do Brasil em Minas Gerais, casou se em 23 de fevereiro de 1824 com Joaquina Vieira da Fonseca ou Joaquina de São Joaquim, filha do alferes de milícia José Vieira da Fonseca  em Pouso Alegre - MG, vários relatos de que esta linhagem tinha como característica de colonizadores e povoadores, com o movimento migratório para o interior de São Paulo foram em 1839 com a pretensão de fundarem um arraial e para iniciar a fundação foi necessário erigir uma igreja e em 22 de maio de 1860 oficialmente fundou juntamente com seus filhos Francisco Deocleciano, Carlos, Pedro, José, Luiz , Antônio a cidade de Santa Rita do Passa Quatro - SP. em terras por ele doadas. Onde foi fazendeiro e cafeicultor  Vindo a falecer a 2 de outubro de 1872 por "mal do coração" no mesmo distrito e sendo enterrado no primeiro cemitério da cidade com honras.

### Filhos
Teve os seguintes filhos:
- Francisco Deocleciano Ribeiro cc Ana Cândida  Vieira
- Pedro Ribeiro da Fonseca cc Maria Vieira Palma
- José Inácio Ribeiro cc Antônia Olinto Nogueira
- Luiz Ribeiro Salgado cc 1ª v com Custodia Maria da Neves 2ª v com Luiza Garcia Duarte , 3ª com Mariana Garcia Duarte
- Manoel Joaquim Ribeiro cc Margarida Umbelina de Andrade
- Carlos Ribeiro da Fonseca cc Carolina Garcia Ribeiro
- Joaquim Carlos Ribeiro cc Rita Garcia Ribeiro
- Antônio Carlos Ribeiro cc 1ª Joaquina Garcia Ribeiro , 2ª Elizena Ferreira Ribeiro
- Rita de Cassia Ribeiro cc José Garcia Ribeiro
- Floriana Theodora Ribeiro cc José Ribeiro Sales
- Ana Cândida Ribeiro solt       .